# أليكس كيد إن شينوبي ورلد
أليكس كيد إن شينوبي ورلد (بالإنجليزية: Alex Kidd in Shinobi World)‏ ، هي لعبة فيديو من نوع لعبة منصات، أنتجت عام 1990، وهي السلسلة الأخيرة لأسطورة سيجا لشخصية البطل «أليكس كيد».

## وصلات خارجية
- أليكس كيد إن شينوبي ورلد على موبي غيمز
- أليكس كيد إن شينوبي ورلد على موقع غيم فاكس
- Retrogamefix.com Review